# Симмахія
Симмахія — в Стародавній Греції військово-політичний союз, який створювали міста-держави, переважно для наступальних військових дій.
Найбільш відомі симмахії на чолі зі Спартою (Пелопоннеський союз), з Афінами (Делоський союз), з Фівами (Беотійський союз), з Мегалополем (Аркадський союз), Коринфський, Етолійський і Ахейський союзи.